# William Booth (Fußballspieler)
William Booth (* 30. September 1880 in Handforth; † 1951) war ein englischer Fußballspieler.

## Karriere
Booth kam Ende Dezember 1900 zu zwei Einsätzen für Newton Heath in der Football League Second Division. Als linker Außenstürmer, eine Position die zuvor meist John Grundy innehatte, debütierte er am 26. Dezember (Boxing Day) bei einem 4:0-Erfolg gegen den FC Blackpool und wirkte drei Tage später auch bei einem 3:0-Sieg über Glossop mit. Trotz der beiden Erfolge spielte am Neujahrstag gegen den FC Middlesbrough James Fisher, der seinen Platz im Team bis zum Saisonende behielt. Über den weiteren Verbleib von Booth ist nichts bekannt.